# Contea di Iroquois
La contea di Iroquois (in inglese Iroquois County) è una contea dello Stato dell'Illinois, negli Stati Uniti. La popolazione al censimento del 2000 era di 31 334 abitanti. Il capoluogo di contea è Watseka.